# ديفيد جون فارمر
ديفيد جون فارمر (بالإنجليزية: David John Farmer)‏ هو فيلسوف أمريكي، ولد في 1938 في المملكة المتحدة.